# Evgeny Morozov
Evgeny Morozov (Soligorsk, 1984) is een blogger, internetscepticus, publicist en onderzoeker. Hij bestudeert de sociale en politieke gevolgen van nieuwe technologieën zoals sociale media en het internet.

## Biografie
Evgeny Morozov groeide op in het zuiden van de voormalige Sovjetrepubliek Wit-Rusland. Met de financiële steun van het Open Society Institute, ging Morozov op zijn zeventiende Bedrijfskunde en Marketing studeren aan de American University in Bulgarije. Na zijn studie in Bulgarije verhuisde Morozov in 2005 naar Berlijn, waar hij een jaar studeerde aan de ECLA (European College of Liberal Arts).
Nadat hij was afgestudeerd kreeg hij een baan bij de non-profit nieuwsorganisatie Transitions Online (TOL). Deze organisatie zet nieuwe technologie in om de democratie in communistische landen in Oost- Europa te versterken. Zijn twijfel over sociale media en het internet stak voor het eerst de kop op na acties, campagnes en protesten in Moldavië. Deze acties noemde Morozov als een van de eerste een Twitter-revolutie. Internet en sociale media waren belangrijke middelen in het aanwakkeren van democratische bewegingen, maar Morozov zag dat de autoritaire regimes het net zo handig gebruikten voor onderdrukking en opsporing van kritische burgers. In 2008 verliet Morozov TOL. Hij startte zelf een onderzoek over hoe het internet democratisering kon belemmeren, wat in 2011 resulteerde in The Net Delusion: The Dark Side of Internet Freedom, waarin hij de revolutionaire kracht van het internet en de sociale media bekritiseert.

### The Net Delusion: The Dark Side of Internet Freedom (2011)
Hij was een sterke voorstander van het internet. Zijn mening heeft hij drastisch herzien nadat hij zag wat het internet met mensen doet. In dit boek waarschuwt hij voor de gevaren van sociale media, internet, apps en tools met betrekking tot de dictatoriale regimes.
Mensen zagen het internet als bevrijdend. Mensen waren cyber-utopisch, het internet was het wondermiddel tegen dingen zoals stalken, pesten, onderdrukking.
De hoofdgedachte van dit boek gaat over vrijheid. Het internet wordt niet alleen door democratische, goedbedoelende mensen gebruikt maar ook door dictators en veiligheidsdiensten. Hij beschrijft dat Rusland in plaats van YouTube, RuTube gebruikt. Hierop worden alleen filmpjes gepost die de Russische regering wil laten zien. Het wordt dus gebruikt als pure propaganda voor de Russische regering. Een ander voorbeeld is dat mensen dachten dat het internet ons socialer zou maken omdat we in contact komen met mensen van over de hele wereld. Dit is gedeeltelijk gebeurd, maar het lijkt wel alsof we ook asocialer of onverschilliger geworden zijn.

### To Save Everything, Click Here (2014)
Dit is het tweede boek van Morozov dat verder bouwt op The Net Delusion: The Dark Side of Internet Freedom. In dit boek beschrijft hij dat mensen slaven zijn geworden van de sociale media. Hij wil met dit boek zijn lezers wakker schudden rond het thema internet. Het internet dringt in steeds meer domeinen van onze samenleving door en wordt alomtegenwoordig. 
Zijn belangrijkste stelling in dit boek is dat het internet niet de oplossing is voor al onze problemen: dit wel geloven noemt hij solutionisme of digitaal utopisme.
Hij schrijft: ‘Door de digitale hamers van Silicon Valley gaan alle problemen er bij voorbaat uitzien als spijkers, en alle oplossingen als apps.’. Een klimaatprobleem? Daar hebben we toch een app voor die het probleem zal oplossen! Dit fenomeen noemt Morozov ‘internetcentrisme’. Wij hebben snel de neiging om grootse problemen met online technologie te willen oplossen. Een quick-online-fix noemt hij dit. Een neiging die volgens Morozov gedoemd is om te mislukken. Hij zegt dat echte problemen vragen om onderbouwde, duurzame antwoorden, en niet enkel om pasklare technologische oplossingen.
Hij beschrijft het bedenken van software voor misdaadpreventie. Misdaad is een groot maatschappelijk probleem en volgens Morozov kun je dit niet aanpakken met technologie. Wij moeten zelf voor een oplossing zorgen die duurzaam en veilig is. Het gaat erom dat het wereldwijde netwerk niet als iets natuurlijks gezien moet worden, maar als een constructie die voor 100 procent het gevolg is van menselijke beslissingen. Het internet is volgens hem helemaal niet revolutionair en bevat donkere kanten waar wij blind voor willen zijn.

## Publicaties

### Boeken
- Evgeny Morozov: Om de wereld te redden, klik hier. Vert. van To Save Everything, Click Here, door J.A. Baijens. Tilburg, De Wereld, 2014. ISBN 9789079051106
- Evgeny Morozov: The Net Delusion. The Dark Side of Internet Freedom (2011)

### Artikelen
In onder meer
- The New York Times
- The Economist
- The Wall Street Journal
- Financial Times
- London Review of Books
- Times Literary Supplement